# 그랑 마니에르

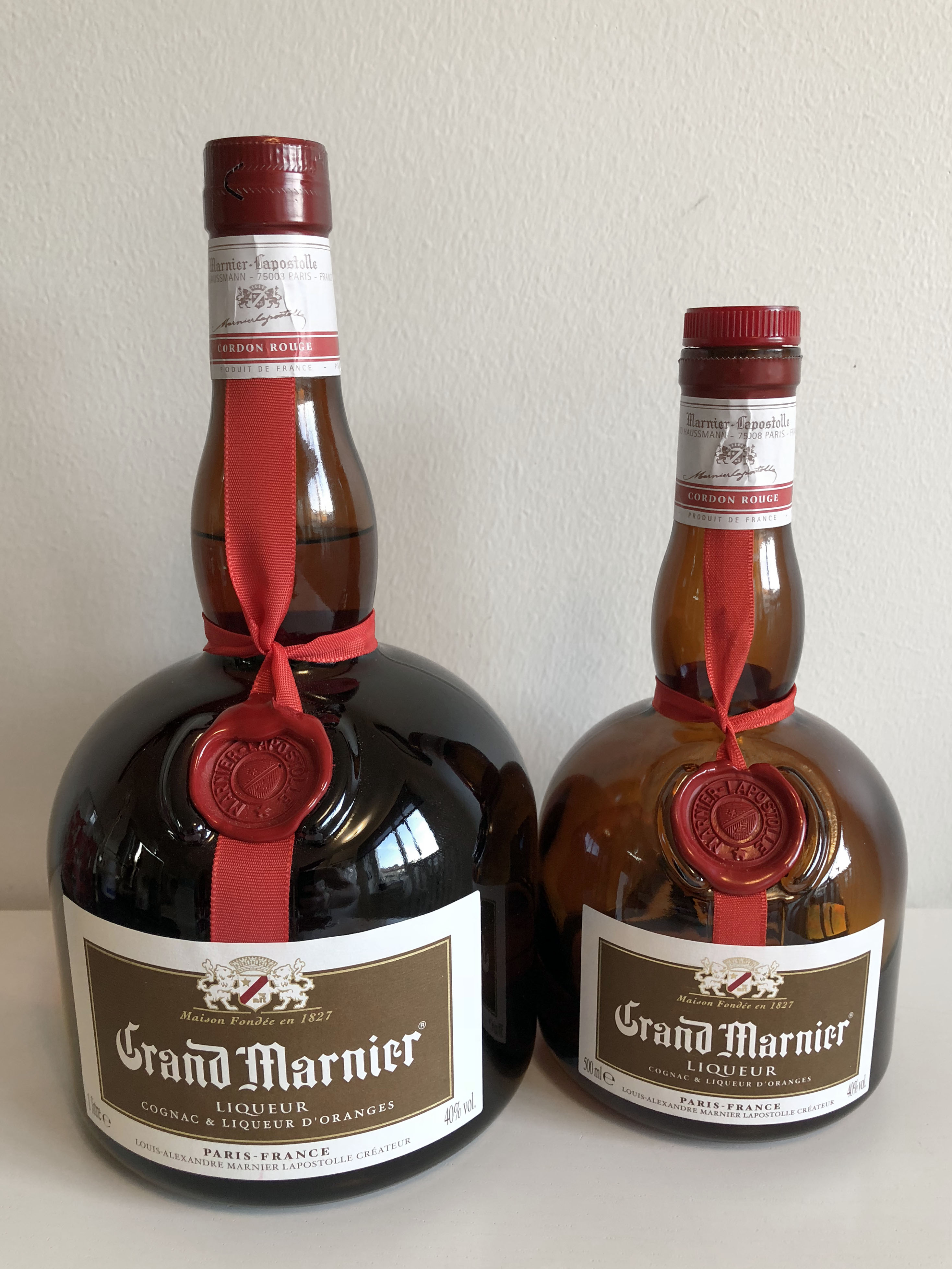

그랑 마니에르(Grand Marnier)는 프랑스의 리큐어 브랜드이다. 이 브랜드의 유명 제품으로는 Grand Marnier Cordon Rouge라는 오렌지향 리큐어이며 1880년 Alexandre Marnier-Lapostolle에 의해 개발되었다. 코냑에 쓴귤, 설탕을 섞어서 만든다. Grand Marnier Cordon Rouge는 40%가 알코올이다.

## 종류
- Cordon Rouge
- Cordon Jaune
- Cuvée du Centenaire
- Cuvée Spéciale Cent Cinquantenaire
- Cuvée Louis-Alexandre Marnier-Lapostolle

## 같이 보기
- 쿠앵트로
- 트리플 섹